# Cam Lâm (huyện)
Cam Lâm là một huyện ven biển cũ thuộc tỉnh Khánh Hòa, Việt Nam.

## Địa lý
Huyện Cam Lâm nằm ở phía nam tỉnh Khánh Hòa, có vị trí địa lý:
- Phía đông giáp Biển Đông
- Phía tây giáp huyện Khánh Vĩnh và huyện Khánh Sơn
- Phía nam giáp thành phố Cam Ranh
- Phía bắc giáp thành phố Nha Trang và huyện Diên Khánh.

Huyện Cam Lâm có diện tích 546,59 km², dân số năm 2020 là 110.650 người mật độ dân số đạt 202 người/km².
Huyện có diện tích rừng tự nhiên lớn, nhiều khoáng sản và tiềm năng du lịch. 25,5% dân số theo đạo Thiên Chúa.

### Địa hình
Huyện Cam Lâm đa dạng và phong phú gồm có: vùng đồi núi, đồng bằng, dải ven biển, sông ngòi, đầm Thuỷ Triều và Biển Đông. Hướng dốc địa hình thấp dần từ Bắc xuống Nam và từ Tây sang Đông:
- Đồi núi: Phân bố chủ yếu khu vực giáp ranh giới phía Bắc và phía Tây, sườn dốc trên 15% và chia cắt mạnh, cao độ trung bình các đỉnh núi khoảng 500 m ÷ 700 m, đỉnh cao nhất thuộc núi Hòn Bà cao 1.554 m. Diện tích chiếm khoảng 59,8% tổng diện tích tự nhiên.
- Đồng bằng: Là vùng chuyển tiếp từ vùng đồi núi ra đầm Thuỷ Triều, độ dốc nền thấp dưới 10%, cao độ nền dao động từ 2,0 m ÷ 60,0 m, chiếm 32,2%.
- Đầm Thủy Triều: Mang đặc trưng của vùng đầm phá ven biển nước ta được nối thông ra vịnh Cam Ranh, chiếm khoảng 8%. Nền dốc thoải từ Bắc xuống Nam, cao độ nền dao động khoảng từ -5,8 m ÷ -0,5 m[2].

### Khí hậu
Cam Lâm thuộc vùng khí hậu duyên hải Nam Trung Bộ nên có khí hậu nhiệt đới nóng ẩm, chịu ảnh hưởng của biển Đông nên mát mẻ, ôn hoà. Khu vực có 2 mùa rõ rệt là mùa mưa và mùa khô, mùa khô dài (từ tháng 1 đến tháng 8), mùa mưa ngắn (từ tháng 9 đến tháng 12). Đặc trưng cơ bản là nền nhiệt độ cao và lượng mưa thấp nhất tỉnh, gió Tây khô nóng dưới 15 ngày/năm.
- Nhiệt độ: Biên độ nhiệt độ hàng tháng dao động 6 ÷ 8 °C. Nhiệt độ trung bình năm là 26 – 27 °C (thấp nhất 14,4 °C vào tháng 1 và cao nhất là 39 °C vào tháng 8).
- Mưa: Lượng mưa trung bình năm từ 1.400 - 2.200  mm và có sự phân hoá, đồng bằng ven biển từ 1.000 – 1.300  mm, khu vực vùng núi 2.400 – 2.500  mm. Lượng mưa phân bố không đều giữa 2 mùa: mùa mưa tập trung đến 70 – 80% lượng mưa cả năm, các tháng còn lại thì nắng ấm.
- Độ ẩm: Độ ẩm tương đối trung bình 78%, độ ẩm thấp nhất trung bình 36%.
- Gió: Hướng gió chủ đạo Đông Nam – Nam và Tây Nam (tháng 4 đến tháng 9), hướng Bắc và Đông Bắc (tháng 10 đến tháng 3 năm sau), tốc độ gió trung bình 2,0 ÷ 4,6 m/s.
- Bão: Khu vực có thuộc vùng vịnh và có bán đảo khép kín dọc bờ biển nên ít chịu ảnh hưởng của bão, bão thường xảy ra vào tháng 10 đến tháng 12 và thiệt hại trung bình. Tuy nhiên với diễn biến bất thường của thời tiết cực đoan nên tình hình bão có xu hướng gia tăng về tần suất xuất hiện[2].

### Hải văn
Cam Lâm có chế độ nhật triều không đều, 2/3 số ngày trong tháng là nhật triều 
và 1/3 số ngày còn lại là bán nhật triều:
- Mực nước triều cao nhất: +2,0 m.
- Mực nước triều trung bình: +1,3 m.
- Mực nước triều nhỏ nhất: 0,0 m.

### Thủy văn
Hệ thống sông, suối huyện Cam Lâm khá nhiều, tuy nhiên đều là các sông suối 
nhỏ, ngắn và dốc:
- Suối Dầu là nhánh phải của Sông Cái Nha Trang, chảy về phía Bắc huyện Cam Lâm. Tổng diện tích toàn lưu vực khoảng 272 km², trên dòng chính suối có hồ điều tiết Suối Dầu.
- Suối Thượng (đoạn hạ lưu còn gọi là sông Trường) có hướng chảy từ Tây sang Đông nối với đầm Thủy Triều, chiều dài suối khoảng 22 km, diện tích lưu vực 142 km², trên dòng chính suối có hồ điều tiết Cam Ranh.
- Suối Tà Rục có hướng chảy từ Tây Bắc xuống Đông Nam, chiều dài 23 km, diện tích lưu vực 173 km², trên dòng chính suối có hồ điều tiết Tà Rục.

Trên các suối của huyện cũng đã xây dựng một số công trình thuỷ lợi (đập dâng) như: đập Quyết Thắng, đập Dốc Nùng (xã Cam Phước Tây); đập Đá Dựng, đập ông Tán (Cam Hoà) để khai thác nguồn nước tưới cho cây trồng (chủ yếu là lúa) và cấp nước cho sinh hoạt.

### Tài nguyên nước
- Nước mặt: Do các sông, suối, hồ chứa và kênh tưới thuộc hệ thống các hồ, đập dâng cung cấp cho sản xuất và sinh hoạt.
- Nước ngầm: Trữ lượng ít, phân bố không đều, chất lượng nước cũng biến đổi tùy theo mức độ nông hay sâu, gần hay xa biển. Ven biển nguồn nước ngầm ít và bị nhiễm mặn dễ gây thiếu nước cho sản xuất và sinh hoạt[2].

### Tài nguyên đất
Tổng diện tích tự nhiên năm 2019 huyện Cam Lâm là 54.659,4 ha; Trong đó: đất nông nghiệp chiếm 86,1%, đất phi nông nghiệp chiếm 11% và đất chưa sử dụng chiếm 
2,9%.

## Lịch sử
Tên gọi huyện Cam Lâm có từ tháng 7 năm 1951, khi đó là Nha kiêm ký Bang tá Cam Lâm, trực thuộc Tòa Tỉnh trưởng Khánh Hòa. Đến tháng 12 năm 1954, Nha Bang tá Cam Lâm đổi là Nha Đại diện hành chánh Cam Lâm. Ngày 17 tháng 5 năm 1958, Nghị định số 216-BNV/NĐ giải thể Nha Đại diện hành chánh Suối Dầu, sáp nhập vào địa hạt Cam Lâm lập thành một quận mới gọi là quận Cam Lâm, gồm cả vùng bán đảo Cam Ranh và vịnh Cam Ranh.
Ngày 6 tháng 4 năm 1960, sắc lệnh số 84-BNV tách các xã Cam Thọ, Cam Ly, 2 thôn Ma Dú và Sông Cạn (xã Cam Lục), thôn Trại Láng (xã Cam Lương) và một phần đất thôn Hòa Diêm (xã Cam Lộc) thuộc quận Cam Lâm, tỉnh Khánh Hòa sáp nhập vào quận Du Long thuộc tỉnh Ninh Thuận.
Tháng 10 năm 1965, theo sắc lệnh số 209-NV, lấy 8 xã của quận Cam Lâm là Suối Vĩnh, Suối Hòa, Suối Hải, Cam Phúc, Cam Ranh, Cam Bình, Cam Linh, Cam Lộc, thêm núi Hòn Rồng thuộc ấp Văn Thủy Hạ (xã Cam Phú) giáp đường xe lửa xuyên Việt, cùng các phần đất đã sáp nhập vào quận Du Long (tỉnh Ninh Thuận) trước đó là các thôn Hoà Diêm, Trại Láng, Ma Dú, Sông Cạn, Mỹ Thạnh thành lập thị xã Cam Ranh. Quận lỵ Cam Lâm dời tới Suối Dầu.
Ngày 20 tháng 2 năm 1968, lấy thêm xã Cam Sơn và một phần xã Cam Phú, Cam Thượng của quận Cam Lâm sáp nhập vào thị xã Cam Ranh.
Ngày 29 tháng 10 năm 1975, tỉnh Khánh Hòa hợp nhất với tỉnh Phú Yên và thị xã Cam Ranh thành tỉnh Phú Khánh. Lúc này, quận Cam Lâm hợp nhất với thị xã Cam Ranh thành huyện Cam Ranh.
Ngày 30 tháng 6 năm 1989, tỉnh Khánh Hòa được tái lập từ tỉnh Phú Khánh, huyện Cam Ranh thuộc tỉnh Khánh Hòa.
Ngày 7 tháng 7 năm 2000, huyện Cam Ranh được chuyển thành thị xã Cam Ranh.
Ngày 11 tháng 4 năm 2007, Chính phủ ban hành Nghị định số 65/2007/NĐ-CP điều chỉnh địa giới hành chính thị xã Cam Ranh và huyện Diên Khánh để thành lập huyện Cam Lâm. Theo đó:
- Tái lập huyện Cam Lâm bao gồm 12 xã: Cam Tân, Cam Hòa, Sơn Tân, Cam Hải Tây, Cam Đức, Cam Hiệp Bắc, Cam Hiệp Nam, Cam Thành Bắc, Cam An Bắc, Cam An Nam, Cam Phước Tây, Cam Hải Đông (thị xã Cam Ranh) và 2 xã Suối Tân, Suối Cát (huyện Diên Khánh)
- Thành lập thị trấn Cam Đức (thị trấn huyện lỵ huyện Cam Lâm) trên cơ sở: 
  - Toàn bộ 952 ha diện tích tự nhiên và 10.647 nhân khẩu của xã Cam Đức
  - 631 ha diện tích tự nhiên và 4.184 nhân khẩu của xã Cam Hải Tây
- Điều chỉnh 8.934 ha diện tích tự nhiên của xã Cam Hải Đông về phường Cam Nghĩa thuộc thị xã Cam Ranh quản lý.

Huyện Cam Lâm có 54.382 ha diện tích tự nhiên và 103.369 nhân khẩu với 14 đơn vị hành chính trực thuộc, gồm 1 thị trấn và 13 xã.

## Hành chính
Huyện Cam Lâm có 14 đơn vị hành chính cấp xã trực thuộc, gồm thị trấn Cam Đức (huyện lỵ) và 13 xã: Cam An Bắc, Cam An Nam, Cam Hải Đông, Cam Hải Tây, Cam Hiệp Bắc, Cam Hiệp Nam, Cam Hòa, Cam Phước Tây, Cam Tân, Cam Thành Bắc, Sơn Tân, Suối Cát, Suối Tân.
| HUYỆN CAM LÂM     |                   |           |        |        |
| Đơn vị hành chính | Đơn vị hành chính | Diện tích | Dân số | Mật độ |
| THỊ TRẤN          | Cam Đức           | 17,65     | 17.117 | 970    |
| XÃ                | Cam An Bắc        | 20,81     | 8.373  | 402    |
| XÃ                | Cam An Nam        | 13,57     | 6.793  | 501    |
| XÃ                | Cam Hải Đông      | 37,24     | 4.553  | 122    |
| XÃ                | Cam Hải Tây       | 11,57     | 8.345  | 721    |
| XÃ                | Cam Hiệp Bắc      | 15,66     | 4.947  | 316    |
| XÃ                | Cam Hiệp Nam      | 19,23     | 7.394  | 385    |
| XÃ                | Cam Hòa           | 36,43     | 12.999 | 357    |
| XÃ                | Cam Phước Tây     | 86,86     | 6.910  | 80     |
| XÃ                | Cam Tân           | 29,21     | 9.496  | 325    |
| XÃ                | Cam Thành Bắc     | 20,90     | 14.519 | 695    |
| XÃ                | Sơn Tân           | 55,19     | 1.071  | 19     |
| XÃ                | Suối Cát          | 101,42    | 7.990  | 79     |
| XÃ                | Suối Tân          | 76,08     | 8.054  | 106    |

## Kinh tế - xã hội
Giai đoạn 2011 – 2020, kinh tế huyện Cam Lâm đã đạt được những kết quả khả quan. Tổng giá trị sản xuất các ngành kinh tế (giá so sánh 2010) đạt 16.095,785 tỷ đồng vào năm 2020 (tăng 12,95% so với năm 2019; gấp 2,76 lần so với năm 2011). Trong đó, giá trị sản suất công nghiệp – xây dựng là 11.291,695 tỷ đồng; giá trị sản xuất nông – lâm – thủy sản là 996,587 tỷ đồng; giá trị sản suất thương mại – dịch vụ là 
3.807,503 tỷ đồng. Tương ứng với tỷ lệ đóng góp của các ngành trong tổng giá trị sản xuất của huyện là: công nghiệp – xây dựng chiếm 70,2%; nông – lâm – thủy sản chiếm 6,2% và thương mại – dịch vụ chiếm 23,7%.

### Giáo dục phổ thông
Toàn huyện có 49 trường học các cấp, trong đó mầm non có 15 trường với 129 lớp, tiểu học có 19 trường công lập với 315 lớp, trung học cơ sở có 12 trường với 203 lớp và trung học phổ thông có 3 trường. Ngoài ra trên địa bàn huyện còn có Trường trung cấp nghề tại xã Cam Hải Tây.
Giáo dục nghề nghiệp và giáo dục thường xuyên tại xã Cam Hải Tây.

### Y tế
Trung tâm y tế huyện được xây dựng tại thị trấn Cam Đức Với quy mô 130 giường bệnh, Trung tâm được đầu tư hệ thống kỹ thuật như: hệ thống khí y tế, máy điều hòa, thông tin liên lạc, xử lý nước thải, lò đốt chất thải rắn,... Huyện có 1 Phòng khám Đa khoa khu vực (tại xã Suối Tân) với 20 giường, 1 Phòng khám Đa khoa khu vực (tại xã Cam An Nam) với 20 giường, 14 trạm y tế xã, thị trấn và 1 đội y tế dự phòng.

### Dân số
Dân số trung bình toàn huyện Cam Lâm năm 2020 là 110.650 người chủ yếu tập trung ở khu vực đồng bằng (Dân số đô thị chiếm tỷ lệ 15,5%; dân số nông thôn chiếm tỷ lệ 84,5%), mật độ bình quân 202 người/km². Tốc độ tăng dân số trung bình giai đoạn 2016 – 2021 là 0,83%/năm (trong đó tăng tự nhiên là 0,95%/năm; giảm cơ học là - 0,12%/năm).

## Văn hóa - du lịch

### Văn hóa
Văn hóa: Công trình cấp huyện gồm: Trung tâm văn hoá thể thao, Nhà văn hóa thiếu nhi, Đài tưởng niệm, Đài truyền thanh tại thị trấn Cam Đức. Công trình cấp xã gồm: 7 Nhà văn hóa xã (Cam Hòa, Cam Tân, Cam Hải Tây, Cam Hải Đông, Cam Hiệp Bắc, Cam Hiệp Nam, Cam An Bắc); 2 Thư viện (Cam Hiệp Nam, Cam An Bắc); 67 Nhà văn hóa thôn, tổ dân phố và 14 Bưu điện văn hóa xã.
Thể thao: Trên địa bàn huyện có sân vận động cấp huyện, sân tennis, sân luyện tập thể thao hàng ngày của người dân. 3 Nhà tập luyện và thi đấu, 1 Hệ thống sân tập ngoài trời. Công trình cấp xã gồm: 11 Sân thể thao xã - nhà thi đấu đa năng (Cam Đức, Cam Hòa, Cam Tân, Cam Hải Tây, Cam Hải Đông, Cam Hiệp Bắc, Cam Hiệp Nam, Cam An Bắc, Cam Phước Tây) và 53 Khu thể thao thôn, tổ dân phố.

### Di tích lịch sử
Huyện Cam Lâm có tổng cộng có 28 di tích, trong đó có 2 di tích cấp quốc gia (Chùa Linh Sơn và Mộ Yersin tại xã Suối Cát), 7 di tích cấp tỉnh gồm: Đình Cửu Lợi, Đình Lập Định thuộc xã Cam Hòa; Đình Khánh Thành, Miếu Bà Thiên Y A Na thuộc xã Suối 
Cát; Chùa Thanh Triều, Đình Thủy Triều thuộc xã Cam Hải Đông; Đình Vinh Bình thuộc xã Cam Tân và 1 di tích đã tiến hành kiểm kê đưa vào danh mục: Sân bay Tà Nỉa thuộc xã Cam Phước Tây, theo Quyết định số 2228/QĐ-UBND ngày 06/8/2018 của Ủy ban nhân dân tỉnh Khánh Hòa. Di chỉ Văn Tứ Đông (xã Cam Hòa, huyện Cam Lâm).

### Du lịch
Huyện Cam Lâm có các thắng cảnh đẹp, nhưng đặc biệt là Khu du lịch Bắc bán đảo Cam Ranh với bãi biển uốn cong dài, nằm trên trục đường nối thành phố Nha Trang và sân bay Cam Ranh.

## Giao thông

### Giao thông đường bộ
- Đường cao tốc Nha Trang – Cam Lâm hiện trạng triển khai với điểm đầu: Tại Km 5+783 thuộc xã Diên Thọ, huyện Diên Khánh và điểm cuối: Tại Km 54+000 thuộc địa phận xã Cam Thịnh Tây, thành phố Cam Ranh, tỉnh Khánh Hòa. Tổng chiều dài dự án: khoảng 49,11 km. Trong đó đoạn đi qua khu vực huyện Cam Lâm dài khoảng 30 km. Tuyến đường cao tốc được thông xe vào ngày 19 tháng 5 năm 2023.
- Quốc lộ 1
  - Đã được đầu tư và đi vào khai thác năm 2015 với quy mô: Đoạn ngoài đô thị theo tiêu chuẩn đường cấp III đồng bằng, tốc độ thiết kế Vtk= 80 km/h (TCVN  4054:2005); đoạn qua khu đô thị theo tiêu chuẩn đường phố chính đô thị thứ yếu, tốc độ thiết kế Vtk= 60 km/h (TCXDVN 104:2007). Cụ thể, chiều rộng nền đường khoảng 20,5m (trong khu đô thị là 30m).
  - Hiện trạng các đoạn tuyến tránh QL1 đi qua khu vực nghiên cứu có lộ giới từ 28 – 35m, hiện trạng đường chất lượng tốt.

### Đường tỉnh
Trong khu vực nghiên cứu hầu hết các tuyến đường tỉnh đều xuất phát từ trục đường chính là Quốc lộ 1, một số tuyến đi qua khu vực đô thị (TL.655 và TL.657I – Nguyễn 
Tất Thành), một số tuyến phải đi qua khu vực đồi núi quanh co, chủ yếu kết nối lên khu vực phía Tây của huyện (TL.656).
- Đường tỉnh ĐT.653C (Hương lộ 39): Tuyến kết nối lên phía Bắc đi Diên Khánh, quy mô lộ giới 9 – 12m, tiêu chuẩn đường cấp V, chất lượng tốt.
- Đường tỉnh ĐT.656 (Tỉnh lộ 9): Tuyến kết nối từ Quốc lộ 1 đi thị trấn Tô Hạp, huyện Khánh Sơn, tuyến kết nối phía Tây, đi qua khu vực đồi núi quanh co. Đoạn đi qua đô thị tiêu chuẩn đường cấp IV, đoạn đi qua khu vực đồi núi tiêu chuẩn đường cấp V, chất lượng đường tương đối tốt.
- Đường ĐT.657I (đường Nguyễn Tất Thành), dài khoảng 15,15 km, đường cấp I và cấp III đồng bằng, chạy dọc bãi dài, nằm phía đông của khu vực nghiên cứu, là tuyến đường quan trọng kết nối sân bay Cam Ranh và Nha Trang. Tuy không nằm trong ranh giới thiết kế, tuyến đường này đóng vai trò quan trọng trong việc kết nối khu vực nghiên cứu với các khu vực ngoại vi và liên kết vùng.
- Đường ĐT 657K (tỉnh lộ 3), tuyến kết nối lên khu du lịch Yersin tiêu chuẩn đường cấp V và đi thành phố Nha Trang tiêu chuẩn đường cấp III, chất lượng tốt.
- Tuyến phía tây: Đường ĐT.65 – 30 (đường Lập Định – Suối Môn), dài khoảng 19,56 km, đường cấp IV và cấp V đồng bằng.

### Giao thông đường thủy nội địa
Trong khu vực nghiên cứu các luồng tuyến thủy nội địa chủ yếu là các bến thuyền nhỏ phục vụ du lịch.

### Đường sắt
Tuyến đường sắt Bắc Nam qua khu vực huyện Cam Lâm dài khoảng 30 km (khổ đường 1m), có 1 ga trên tuyến là ga Hòa Tân, tuy nhiên khối lượng vận chuyển hành khách và hàng hoá ít và thất thường, năng lực thông qua 6 đôi tàu khách/ngày đêm, 7 đôi tàu hàng/ngày đêm.

### Đường hàng không
Khu vực nghiên cứu nằm gần kề với sân bay quốc tế Cam Ranh. Có thể tiếp cận bằng 2 hướng từ sân bay thông qua tuyến quốc lộ 1 và trục đường Nguyễn Tất Thành (TL.656).